# Douze articles (XII Articles)

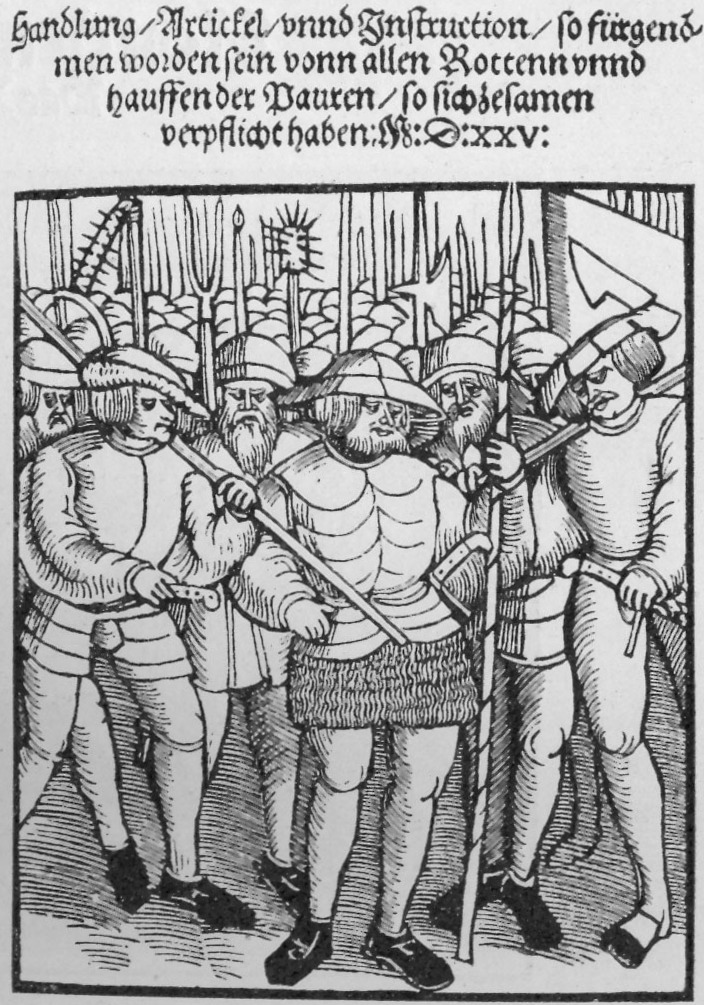
Page de titre des Douze Articles, 1525.

Les XII Articles de la paysannerie (en vieil allemand : Die Zwölf Artickel der Pawerschaft), est un texte de revendications adopté le 20 mars 1525 à Memmingen en Souabe, dans le Saint-Empire romain germanique, par les représentants de plusieurs bandes « paysannes » insurgées. Il constitue le manifeste politique le plus représentatif de la guerre des Paysans allemands, un conflit social et religieux qui souleva, entre 1524 et 1526, de larges territoires du Saint-Empire, à savoir la Souabe, la Franconie; la Hesse, le pays de Bade, la Thuringe, une partie importante du Tyrol, de la Styrie, des cantons du nord de la Suisse ainsi que le Palatinat,et la partie orientale du Westrich. L'Alsace, le nord-est de la Franche-Comté et l'est du bailliage d'Allemagne du duché de Lorraine ont également été le théâtre de cette vaste insurrection populaire.

## Généralités
Les XII Articles sont réputés avoir été rédigés à Memmingen par Christoph Schappeler (de) et Sebastian Lotzer (de). Le premier est un instituteur et théologien de Saint-Gall, dans la Confédération suisse ; il serait l’auteur du préambule et le co-rédacteur des gloses marginales. Le second est un artisan pelletier et théologien laïc originaire de Horb am Neckar, il serait le rédacteur des douze articles proprement dits, ainsi que co-rédacteur des gloses marginales. Le manifeste, rédigé à partir des doléances émises par la bande insurrectionnelle de Baltringen, près de la ville d'Ulm, est rapidement imprimé à quelque vingt-cinq mille exemplaires et diffusé dans les provinces du Saint-Empire. 
Les articles sont précédés par un préambule théologique expliquant la manière dont ils s'appuient sur l'Évangile ; chaque revendication est référée à des citations extraites du livre saint (gloses marginales) ; l'introduction appelle aussi le lecteur à ne juger qu'après avoir lu attentivement les arguments.
Dans le premier article du manifeste, les paysans demandent le droit d’élire eux-mêmes leur ministre du culte, leur « pasteur », et être autorisés à le démettre s’il se comporte de manière inconvenante. Le deuxième article traite de l’impôt de la dîme. Le troisième de l’abolition du servage. Le quatrième, des droits de la chasse et de la pêche. Dans le cinquième article, ils demandent la restitution des forêts accaparées par les propriétaires privés. L’article six évoque les corvées, qui ne doivent pas être excessives. L’article sept aborde le respect des accords sur les services dus. L’Article huit concerne les loyers des terres agricoles (cens). L’article neuf traite d'une justice qui soit équitable. L’article dix réclame la restitution à la communauté paysanne des biens mal acquis par les seigneurs. L’article onze exige l’abolition de l’impôt de mainmorte. Le douzième et dernier article constitue un engagement de moralité que les insurgés s'appliquent à eux-mêmes (et donc qu'ils exigent des autres) : ils s’engagent à modifier ou à retirer les articles précédents s’il était prouvé qu’il(s) n’étai(en)t pas conforme(s) à la Parole de Dieu.
Ainsi, les XII Articles dessinent un programme de réforme sociale, à la fois spirituelle et politique. Mais avec un seul article ayant trait à la pratique religieuse, et onze autres concernant des revendications de justice sociale, les XII Articles représentent plutôt un programme révolutionnaire de réaménagement de la société ; paysans et artisans veulent accéder à un statut de partenaire respecté et écouté. Les seigneurs temporels et ecclésiastiques sont exhortés à céder une partie de leur pouvoir ; l'appel à un « contrat social » (avant l'heure) est une invite à une négociation « fraternelle » incluant toutes les parties de la société, y compris l’« homme du commun » (gemeine Mann). Les lois et coutumes doivent rechercher l'équité, en s'appuyant sur le texte des Évangiles, convoqués en tant que boussole éthique.
Les XII Articles sont loin de représenter le seul manifeste revendicatif de la Guerre des Paysans. Il y eut un certain nombre d'autres textes locaux, avec moins d'articles, ou au contraire davantage, jusqu'à une trentaine. Cependant, ce sont les douze articles adoptés à Memmingen qui connurent le plus grand succès auprès des insurgés, en raison de leur cohérence d'ensemble et de la qualité de leur argumentation.
Avec la Magna Carta de 1215, et la Pétition des droits en 1628, ce texte s'inscrit parmi les écrits précurseurs des constitutions démocratiques, ainsi que des Droits de l'homme en Europe, et préfigure les revendications de la Révolution française.

## Contenu des XII Articles
1. Chaque commune devrait avoir le droit d’élire son pasteur et de le renvoyer s'il se comporte mal. Le pasteur devrait prêcher l'Évangile à haute voix et clairement, sans autre interprétation humaine, puisque les Écritures Saintes disent que nous ne pouvons venir à Dieu que par la vraie foi.
2. Les pasteurs devraient être payés sur la grande dîme. Tout excédent devrait être utilisé pour les pauvres du village et le paiement de l'impôt de guerre. La petite dîme doit être rejetée parce qu'elle a été forgée par les hommes, car le Seigneur Dieu a créé le bétail pour l'homme gratuitement.
3. Jusqu'à présent, l’usage a été que certains d’entre nous ont été mis en servitude, ce qui est contre toute miséricorde, vu que le Christ nous a tous rachetés en versant son sang précieux, le berger aussi bien que le plus haut placé, sans aucune exception. C'est pourquoi les Saintes Écritures énoncent que nous sommes tous libres, comme nous voulons l'être.
4. N’est-il pas contraire à la fraternité entre les hommes, n’est-il pas contraire à la Parole de Dieu que le pauvre homme n'ait pas le droit d'attraper du gibier, de la volaille et du poisson ? Car lorsque le Seigneur Dieu créa l'homme, il lui donna le pouvoir sur tous les animaux sur la terre, l'oiseau dans les airs et les poissons dans l'eau.
5. Les seigneurs se sont approprié les ressources des forêts. Si le pauvre homme a besoin de bois, il doit l'acheter le double de son prix. Par conséquent, tout le bois qui n'a pas été acheté devrait être restitué à la communauté, afin que chacun puisse subvenir à ses besoins en bois de construction et de chauffage.
6. Il faudrait revenir à une organisation plus juste des corvées, car elles augmentent de jour en jour ; il faudrait revenir à la manière dont nos parents ont servi, uniquement selon ce que recommande la parole de Dieu.
7. Les seigneurs ne devraient pas augmenter à leur guise les corvées des paysans au-delà du niveau fixé lors de la négociation initiale.
8. De nombreux métayers n’arrivent pas à payer les loyers des terres. Des personnes honorables et compétentes devraient s’occuper de ces problèmes et rétablir l'équité entre propriétaire et locataire, afin que le fermier ne fasse pas son travail en vain, parce que chaque journalier est digne de son salaire.
9. Concernant les peines prononcées par les tribunaux, de nouveaux règlements sont sans cesse adoptés dans l’application de la loi. On ne punit pas selon la nature de la chose, mais de manière arbitraire. Notre opinion est qu’on nous punisse à nouveau d’après le vieux châtiment écrit, adapté à la question traitée, et non de manière arbitraire.
10. Plusieurs se sont approprié des prairies et des champs appartenant à une communauté. Nous voulons les ramener entre nos mains communes.
11. L’impôt de mainmorte devrait être définitivement banni, plus jamais les veuves et les orphelins ne devraient être honteusement volés, ce qui est contraire à Dieu et à l'honneur.
12. Notre décision et opinion finale est la suivante : si un ou plusieurs des articles ci-dessus n'étaient pas conformes à la parole de Dieu, nous voulons le(s) retirer, si cela nous est expliqué sur la base des Écritures Saintes. Et si jamais nous devions autoriser un certain nombre d'articles maintenant, et qu'on constaterait par la suite qu'ils étaient erronés, alors ils devraient être rayés et caducs. Nous voulons ainsi nous prémunir par rapport à d’autres revendications, dans le cas où par les Écritures Saintes, elles se révèleraient opposées à Dieu, et si elles constituaient un fardeau pour le prochain. Dans le même esprit, si l'on pouvait mettre en évidence, grâce aux Écritures Saintes, un autre fardeau qui pèserait injustement sur les épaules du peuple, il devrait alors faire l'objet d'un nouvel article.